# Enseada da Rainha Carlota (Canadá)
Existe também a Enseada da Rainha Carlota (Nova Zelândia).

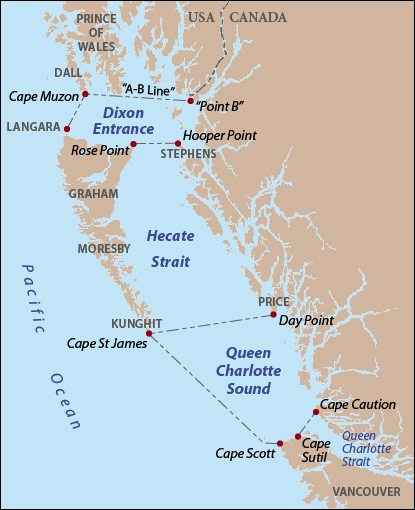
Mapa da costa sudeste do do Canadá

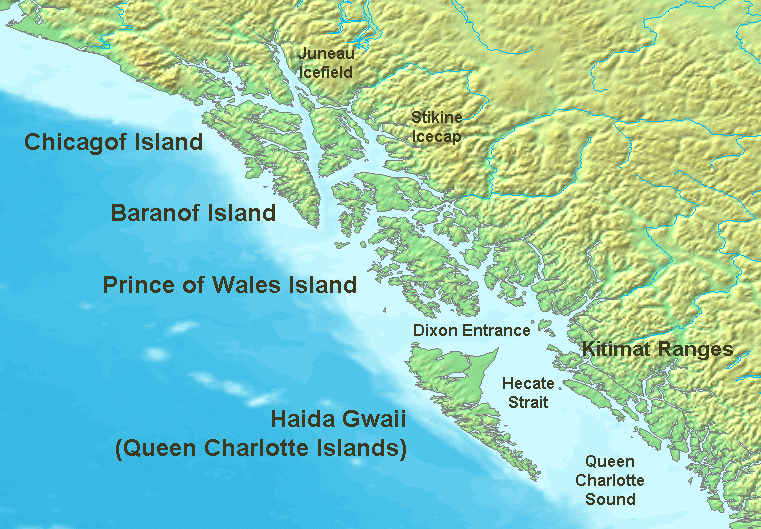
Ilhas e estreitos da costa do Canadá no Pacífico

A Enseada da Rainha Carlota é um braço de mar do Oceano Pacífico na Colúmbia Britânica, Canadá, entre a Ilha Vancouver a sul e as ilhas da Haida Gwaii a norte. Tem 97 km de comprimento e 26 km de largura.
A Enseada da Rainha Carlota é parte da rota da Passagem Interior.